# فاطمة الزبيرية
فاطمة بنت حمد الفضيلية الحنبلية الزبيرية (1200 هـ - 1247 هـ/1831م) هي محدثة، فقيهة، حنبلية، من بلدة الزبير جنوب العراق، وهي صوفية، أخذت الطريقة النقشبندية، والقادرية، هاجرت إلى مكة في أواخر حياتها فحجّت وتوفيت هناك ودُفنت في مقبرة المعلاة، قال محمد بن حميد في كتابه السحب الوابلة على ضرائح الحنابلة "فاطمة بنت حمد الفضيلي الحنبلي الزبيرية، وتُعرف بالشيخة الفُضَيلية، الشيخة الصالحة العالمة العابدة الزاهدة ولدت في بلد سيّدنا الزبير قبيل المائتين، ونشأت بها وقرأت على شيوخها وأكثرت عن الشّيخ إبراهيم بن جديد فأخذت عنه التّفسير، والحديث والأصلين، والفقه، والتّصوّف، وقرأت على غيره كثيرا، وتوجّهت إلى العلم توجّها تامّا، وتعلّمت الخطّ من صغرها فأتقنته، وكتبت كتبا كثيرة في فنون شتّى، وخطّها حسن منوّر مضبوط، وصار لها همّة في جمع الكتب، فجمعت كتبا جليلة في سائر الفنون، ولها محبّة في الحديث وأهله، فسمعت كثيرا من المسلسلات، وقرأت شيئا كثيرا من كتب الحديث، وأجازها جمع من العلماء، واشتهرت في مصرها، بل وفي عصرها، وكاتبها الأفاضل من الآفاق، وكاتبتهم بأبلغ عبارات وأعظم مدح، ثمّ حجّت، وزارت، ورجعت إلى مكّة المشرّفة وأقامت بها فهي باب الزّيادة في بيت ملاصق للمسجد الحرام ترى منه الكعبة المشرّفة، وعزمت على الإقامة فيها إلى الممات، فتردّد إليها غالب علماء مكّة المشرّفة وسمعوا منها، وأسمعوها، وأجازتهم وأجازوها، خصوصا قمريها النّيّرين، العلّامة، الورع، الزّاهد، الثّبت، القدوة، شيخ الإسلام الشّيخ عمر عبد [ربّ] الرّسول الحنفيّ، والعلّامة، الحجّة، الورِع، العمدة، الشّيخ محمّد صالح الرّيس مفتي الشّافعيّة فإنّهما كانا كثيري التّردّد إليها، والسّماع منها من وراء ستارة، ويريان أنّهما يستفيدان منها، وهي ترى كذلك، كما أخبرني بذلك تلامذتهما منهم الشّيخ محمّد بن خضر البصري، قال: وكانت هذه حالها مع بعضهما؛ فإنّ الشّيخ عمر كان يسابقني إلى حمل مداس الشّيخ محمّد صالح وتقديمها له من غير أن يعلم، والشّيخ محمّد صالح يقول: يا ليتني شعرة في جسد الشّيخ عمر فصار للشّيخة المذكورة شهرة عظيمة وصيت بالغ وأسندت كثيرا من المسلسلات وأخذت الطّريقة النّقشبنديّة والقادريّة، وكان لها أوراد وأحزاب، ومشرب رويّ في التّصوّف، وأرشدت خلقا من النّاس سيّما النّساء: فقد لازمنها ملازمة كلّيّة، وانتفعن بها انتفاعا ظاهرا، وصلحت أحوال كثير منهنّ، وصار من يتردّد إليها منهنّ يعرف من بين النّساء بالدّين والتّقوى والورع والمواظبة على فرائض الدّين، والقناعة والصّبر وحسن السّلوك.،

## الأسرة والهجرة
ذُكر في مخطوطة أخرى لكتاب السحب الوابلة على ضرائح الحنابلة أن اسمها الكامل فاطمة ابنة أحمد بن عبد الدائم أم عائشة بنت حمد الفضيلي الزبيرية، وفي كتاب علماء نجد خلال ثمانية قرون المنشور سنة 1398 الهجرية ثم نُشر طبعته الثانية سنة 1419 الهجرية، قال مؤلفه عبد الله البسام "آل الفضيلي أسرة نجدية...ولا تزال أسرتها معروفة في بلد الزبير". وقال علي أباحسين "وكتب الشيخ عبدالله بن إبراهيم القملاس: أن الشيخة فاطمة الفضيلية عاصرت والده الشيخ إبراهيم القملاس الحنبلي قاضي الزبير وأخذت عنه، وأوقفت كتبها جميعا على طلبة العلم من الحنابلة وجعلت الناظر عليها ابن بلدها وهو الشيخ محمد حمد الهديبي". وقال محمد بن عبد الله السلمان في كتابه (الأحوال السياسية في القصيم في عهد الدولة السعودية الثانية) مترجماً للشيخ علي بن محمد آل راشد أنه "رحلَ إلى الزبير في العراق ودرسَ على علمائها منهم (فاطمة الفضيلية) وهي امرأة عالمة بالفقه الحنبلي كانت تُدرّسُ طلبتها وتضع حجاباً بينها وبينهم."، وقال عبد الرزاق الصانع وعبد العزيز عمر العلي في كتابهما (إمارة الزبير بين هجرتين) "عائلة البريه (الفضيلي): عملت هذه العائلة أولَ نزوحها من نجد في البيع والشراء، يشتري رب العائلة المزرعةَ من الأثل (فيخصله)، وباع أحد أفراد العائلة واشترى التبغَ، وفي هذه العائلة العالمةُ الفاضلةُ فاطمةُ الفضيلي التي لها مكان في عداد العلماء من أهل نجد في الزبير..يقول محدثي أبو ذياب: أن جدتنا العالمة فاطمة أن السلطة الحاكمة لَمّا رأوها تشتد في الوعظ والتنكير خيّروها إما أن تكف أو أن يسفّروها، وخيّروها في المكان الذي تريد واختارت مكة وجاورت".

## كتبها
كتبت كتباً كثيرة في فنون شتّى، ونسخت القرآن الكريم بيدها، ونسخت كتباً أخرى منها كتاب (حلية الطراز في حل مسائل الألغاز). وكتاب (منتخب المنتخب لابن الجوزي).
- شرح صحيح مسلم.
- حاشية على الروض المربع:قال عبد الله البسام في كتابه علماء نجد "أُرجّحُ أنها من الكتب الالخطية التي جاء بها الشيخ علي المحمد الراشد قاضي عنيزة، جاء بها من الزبير".[4]
- مختصر الغالب من متن دليل الطالب: طُبعَ سنة 2007.[17]

## مكتبتها
قال الشيخ عبد الله مرداد أبو الخير نقلاً من كتاب السحب الوابلة "وبالجملة فقد كانت من عجائب الزمان جمالاً للوقت وفخراً للنساء ووقفت كتبَها جميعها على طلبة العلم من الحنابلة وجعلت الناظر عليها بلديّدا التقي الصالح شيخنا الشيخ محمد الهديبي فكانت عنده إلى أن أراد النقلة إلى المدينة فتورّعَ عن إخراجها من مكة فجعلها عند خادمتها شائعة بنت النجار وأولادها ثم أرادت التجوّل إلى المدينة أيضاً فأضرتُ عليها بأن تبقيَها في مكة كما فعل شيخنا فغلبَ عليها أولادها وقالوا إن الشيخة الواقفة لم تشترط ذلك وذهبوا بها معهم فتوفاهم الله تعالى وذهبت شذر مذر إلا أقلّها كان عندي فأبيتُ إخراجه عن مكة فبقي والحمد لله".

## رؤيا
قال محمد بن حميد "واتّفق لها كرامة ظاهرة باهرة لا يمكن ادّعاؤها، وهي أنّه كفّ بصرها في آخر عمرها فبقيت على ذلك نحو سنتين أو أكثر وكانت بعض النّساء الصّالحات تخدمها محبّة فيها، وتبرّكا بها، فعرض لها شغل في بعض اللّيالي عند زوجها وأولادها فاستأذنت الشّيخة في المبيت عندهم تلك اللّيلة، فأذنت لها فقامت الشّيخة تلك اللّيلة للتّهجّد على العادة، ولم يكن لها خبر بالدّرجة، فتوضّأت وزلقت رجلها فسقطت وانكسر ضلعان من أضلاعها، فعصبتهما وصلّت راتبها بغاية التّكلّف والمشقّة، ثمّ غفت فرأت النّبيّ صلّى الله عليه وسلم ومعه أبو بكر وعمر رضي الله عنهما مقبلين من نحو الكعبة، قالت فأخذ النّبيّ صلّى الله عليه وسلم من ريقه الشّريف بطرف ردائه وقال: امسحي عينيك فمسحتهما فأبصرت في الحال، ثمّ مسحت على الكسر فبرأ في الحال، فقال: يا فاطمة من غير استئذان، فقلت: يا سيّدي يا رسول الله إنّ الحدث الأصغر يندرج في الأكبر وأنت قد أذنت في البصر وهو أعظم، فتبسّم صلّى الله عليه وسلم وقال: عمر عبد [ربّ] الرّسول ومحمّد صالح الرّيّس في مكانهما كأبي بكر وعمر في زمانهما وفلان وفلان عند النّاس من العلماء، هما عند الله من الفسّاق/ فلمّا أصبحت وأتى النّساء إليها على العادة وجدنها مبصرة، وقصّت عليهم الرّؤيا وأتى إليها الشّيخان المذكوران فأخبرتهما فبكيا وبكت، وسألاها أن لا تخبر بأسمائهما، فقالت لا أكتم ذلك وهو بإشارة النّبيّ صلّى الله عليه وسلم فناشداها الله في ذلك فقالت لكما عليّ ذلك إلى قرب وفاتي أو موتكما قبلي، فقدّر الله وفاتهما قبلها، فأخبرت بأنّهما الممدوحان، وأمّا المذمومان فلم تخبر بهما أحدا أبدا، ويقال إنّها أرسلت إليهما وأخبرتهما ونصحتهما ولم يعلم من هما إلى الآن، إلّا بالظّنّ والتّخمين، والله العالم بالسّرائر والضّمائر، واشتهرت هذه الرّؤيا، وتناقلتها الرّكبان وكاتبها علماء الشّام والمغرب بأن تكتب لهم هذه الواقعة بخطّها، ورأيت كتبهم البليغة بطلب ذلك، وفيها من الرّموز إلى أسرار الصّوفيّة ما لا يعرفه إلّا من له أعلى كعب فيه، وقد أدركت خادمتها المذكورة، وهي امرأة متفقّهة، ديّنة، صالحة، تقيّة، فأخبرتني عن أحوالها بالعجائب، وكان لها شهرة عظيمة، ولم نسمع في هذا العصر ولا فيما قبله بأعصار بمثلها، ولا من يدانيها في علمها، وصلاحها، وزهدها، وورعها، وجمعها للفضائل، بحيث يصدق عليها قول المتنبّي: ولو كان النّساء كمن فقدنا … لفضّلت النّساء على الرّجال، وأخذ عنها جمّ غفير كما سلف، وأمّا النّساء فاعتقادهنّ فيها فوق الحدّ، وانتفاعهنّ بها لا يحصى بالعدّ، حتّى إنّ من صحبها من النّساء إلى اليوم يعرفن بالتفقه والصلاح والعبادة والحرص على الخير والقناعة والورع". وقد بلغتْ هذه الرؤيا مسامع علماء الشام والمغرب فكاتبوا فاطمة لتكتب لهم رؤياها وتبعث بها إليهم ففعلتْ.